# Melanargia illuminata
Melanargia illuminata är en fjärilsart som beskrevs av Hermann Stauder 1921. Melanargia illuminata ingår i släktet Melanargia och familjen praktfjärilar. Inga underarter finns listade i Catalogue of Life.